# Supertanker

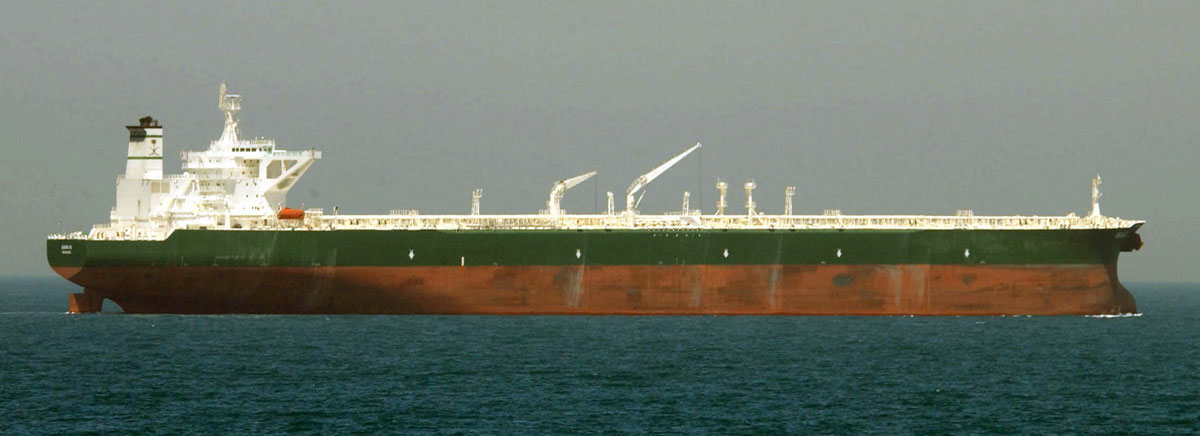
Obchodní supertanker AbQaiq převážející ropu

Supertanker (z angličtiny, volně přeloženo „obrovská cisternová loď“) je neoficiální pojmenování třídy tankerů, které byly postaveny k převozu velmi velkého množství kapaliny, obvykle ropy. Anglickou zkratkou se takovéto lodi označují VLCC (Very-Large Crude Carriers – „velmi velké nosiče surovin“) nebo dokonce ULCC (Ultra-Large Crude Carriers – „extrémně velké nosiče surovin“).
Za supertankery se obvykle považují tankery s vlastní hmotností přes 250 000 tun. Jsou největšími loděmi na světě, ještě většími než největší letadlové lodi. Největší supertanker Knock Nevis má plně naložený výtlak 647 955 tun. Kvůli jejich velikosti a ponoru nemohou přistát v mnoha přístavech a jejich náklad musí být na volném moři překládán do menších tankerů. Některé přístavy proto mají pro tyto lodě na hlubokém moři vykládací zařízení, které je spojené s pevninou potrubím. Většina supertankerů má jen jeden lodní šroub, a supertankery jsou tudíž velmi efektivní. Náklady na převoz ropy pomocí supertankeru se podílejí na ceně jednoho litru benzínu jen asi 10 haléři na litr.
Kvůli velikosti a vysoké hmotnosti manévrují jen velmi špatně. Supertankery obvykle mohou zastavit až po mnoha kilometrech brzdění. Při plavbě blízko pobřeží mohou — ať už lidskou chybou, kvůli závadě nebo špatnému počasí — velmi snadno najet na mělčinu. Když se to stane, je velká pravděpodobnost, že jejich náklad znečistí ropou obrovské území. Typický moderní supertanker může převážet asi 2 000 000 barelů ropy (to odpovídá krychli o hraně 68,25 metrů). V tankerech s jednoduchým trupem je trup zároveň i stěnou nádrže. Jakékoliv jeho poškození má tedy za následek katastrofu. Novější tankery mají trup dvojitý, takže riziko katastrofy je u nich menší. Prostor mezi vnějším trupem a nádrží je v případě, kdy loď pluje prázdná, zaplněn vodou.
Po havárii tankeru Exxon Valdez vydalo mnoho států zákaz vplouvání tankerů s jednoduchým trupem do jejich výsostných vod. V EU platí od roku 2010 pro všechny tankery, v USA od roku 2015 pro supertankery.